# Graßlfing (Olching)
Graßlfing ist ein Gemeindeteil der Stadt Olching im Landkreis Fürstenfeldbruck in Bayern.

## Lage
Das Dorf liegt nordöstlich des Stadtzentrums nahe der Ausfahrt Dachau/Fürstenfeldbruck der A 8.

## Geschichte
Graßlfing gehörte zu der durch das zweite Gemeindeedikt im Jahr 1818 geschaffenen Gemeinde Geiselbullach und wurde mit dieser zum Abschluss der Gebietsreform in Bayern am 1. Mai 1978 nach Olching eingegliedert, obwohl der Zusammenschluss bei den Einwohnern auf wenig Zustimmung stieß.

## Gut Graßlfing
In die amtliche Denkmalliste ist das Gut Graßlfing, eine große geschlossene Anlage um einen längsrechteckigen Innenhof mit insgesamt zwölf Gebäude eingetragen.
Siehe: Liste der Baudenkmäler in Graßlfing